# برات آند ويتني آر-1860 هورنيت بي
كان محرك برات آند ويتني آر-1860 هورنيت بي محرك طائرة شعاعي، غير شائع الاستخدام. تطور المحرك من محرك أر-1690 هورنيت، وكان مشابه له لكن ازدادت سعته من 1690 بوصة مكعبة إلى 1860 بوصة مكعبة (30.5 لتر)، كما ازداد أيضاً قطر الأسطوانة بمقدار 8/1 بوصة وطول الشوط بمقدار 8/3 بوصة.
استخدم المحركان تبريد الهواء، وصف أحادي من الأسطوانات مكون من 9 أسطوانات.

## التصميم والتطوير
كان تصميم الأسطوانة والصمام تصميماً نموذجياً بالنسبة برات آند ويتني، وكان تصميم بسيط مكون من صمامين كبيرين يُشغلا بواسطة أعمدة دفع. صُممت النسخة الأكبر من المحرك بواسطة جورج ويلجوس، وتوفرت لأول مرة في عام 1929.
كانت فئة محركات هورنت مشابهة لفئة برات آند ويتني واسب، لكنها كانت أكبر. كان المحرك في كلا الفئتان مكون من 9 أسطوانات في صف واحد، وتم تكبيره بعد ذلك ليتكون من 14 أسطوانة في صفين، ثم خُفض عدد الأسطوانات بعد ذلك إلى 7 أسطوانات في كل صف لتحسين تبريد الهواء في صف الأسطوانات الأخير (لم يبلغ عدد الأسطوانات 18 أسطوانة في محركات هورنت مثلما حدث في واسب).
كانت سعة محرك هورنت بي أحادي الصف (صف واحد من  الأسطوانات) المكبر الموصوف هنا ومحرك أر-1830 توين واسب، متقاربة، ومع ذلك، كان محرك توين واسب المكون من 14 أسطوانة أكثر تعقيداً وتكلفة من محرك هورنيت بي أحادي الصف ذو الأسطوانات التسعة.
كان توين واسب الأكثر قدرة، فلقد بلغت قدرته في طرازاته الأولى 800 حصاناً، بينما بلغت قدرة هورنت بي 575 حصاناً. أدى احتواء المحرك على عدد أسطوانات أكثر لنفس السعة، جعله أكثر سلاسة، حيث كانت المكابس أصغر حجماً وأخف وزناً، بينما كان طول الشوط أقصر، وساهم كل ذلك في خفض الاهتزازات والإجهادات الميكانيكية.
سمح خفض طول الشوط أيضاً بزيادة الحدود القصوى للسرعة الدورانية للمحرك (دورة/دقيقة)، حيث صارت المسافة التي يقطعها المكبس مع كل دورة من دورات المحرك (دورة/دقيقة) أقصر بسبب انخفاض سرعة المكبس المتوسطة.
ينتج عن انخفاض طول الشوط وزيادة السرعة الدورانية انخفاض عزم الدوران، لكن في نفس الوقت ترتفع القدرة الحصانية القصوى.
كان خفض قطر محرك واسب من 48 بوصة إلى 57 بوصة، ميزة أخرى نتج عنها انخفاض قوة السحب الديناميكي الهوائي، كما كان على الجانب الآخر قطر محرك هورنت الكبير نسبياً عائقاً جدياً أمام الرؤية في حالة إن استُخدم في الطائرات الصغيرة أحادية المحرك.
لم ينجح محرك هورنت بي المكبر تجارياً، بالرغم من جودة تصميمه من الناحية الفنية. فضل الزبائن شراء محرك أر-1830 توين واسب بدلاً منه، والذي أصبح أكثر محركات الطائرات إنتاجاً مع مرور الوقت.

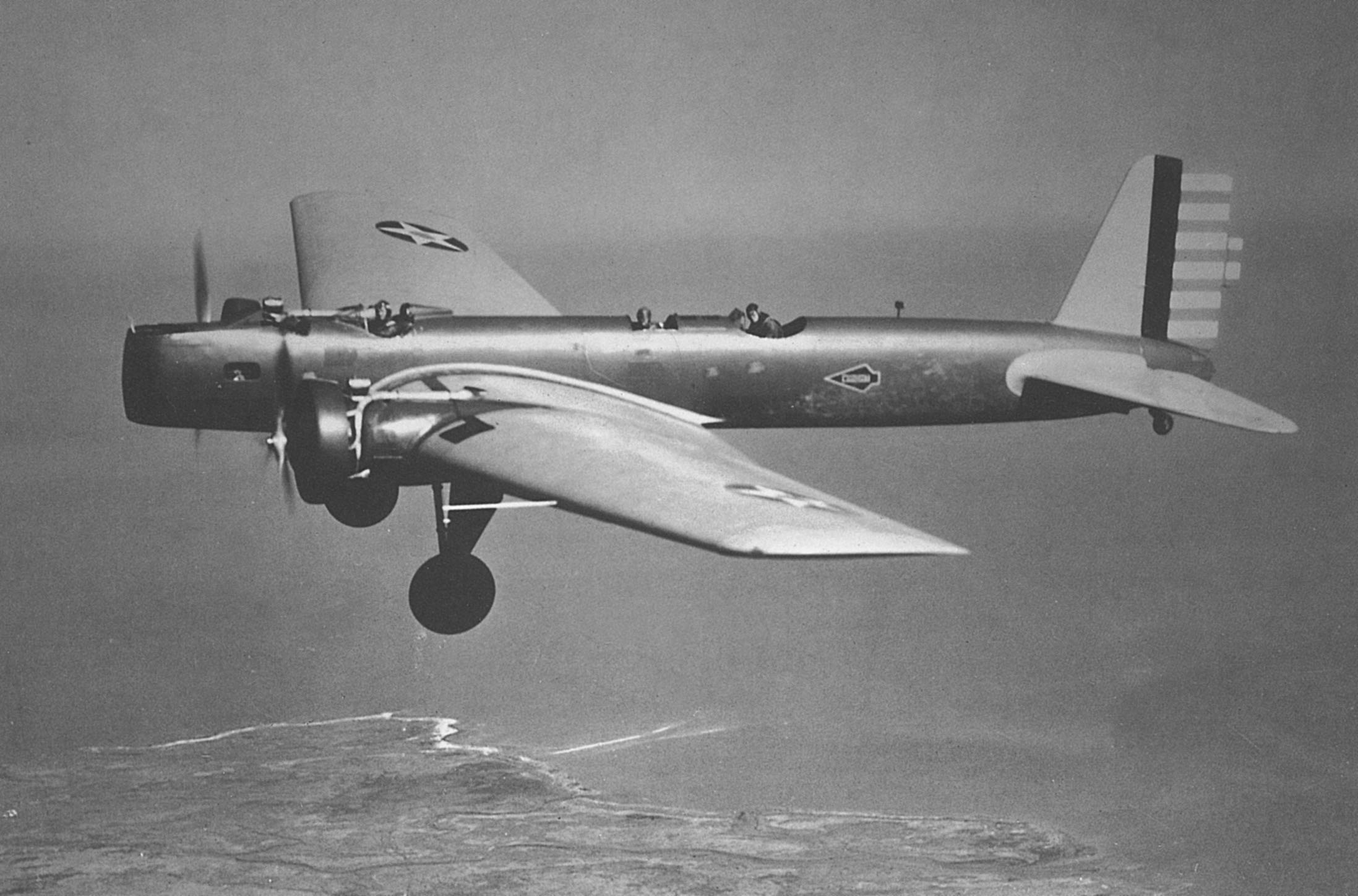
بوينج واي بي-9

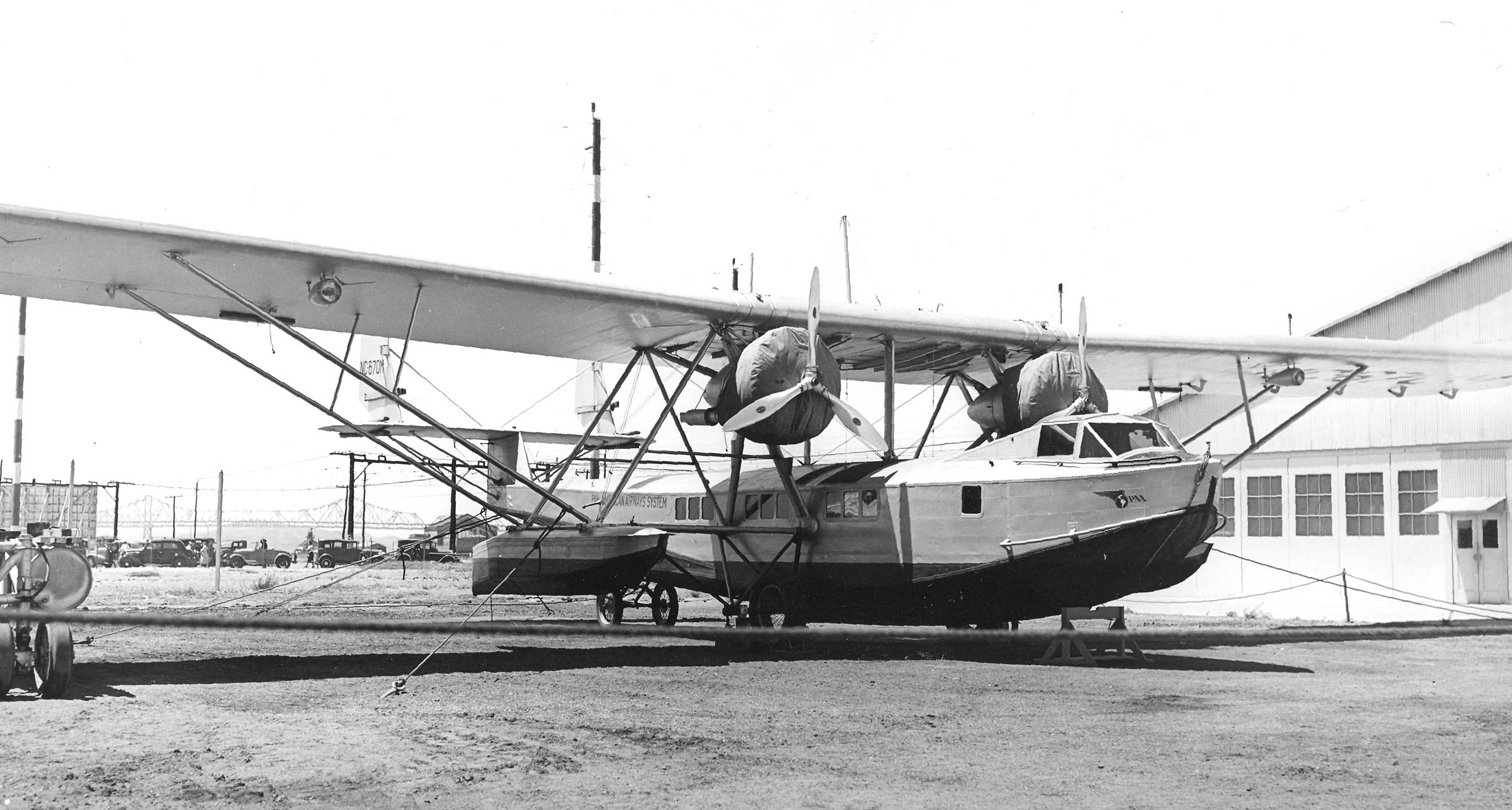
كونسوليداتيد كومودور

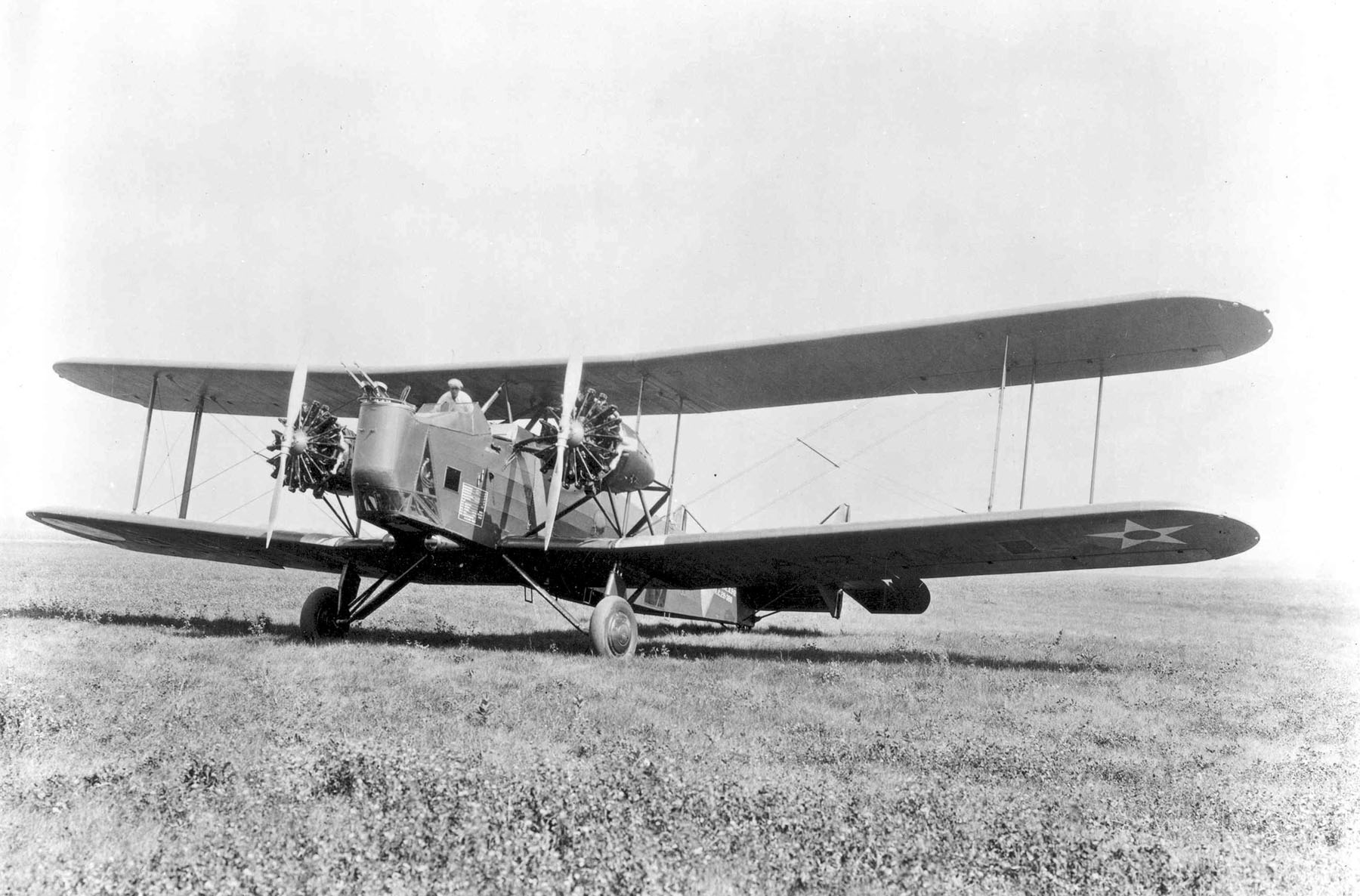
كيستون إكس إل بي 12

## التطبيقات
- بيلانكا آيركروسر (سي 27 آيرباص)
- بوينغ مونوميل
- بوينغ واي بي-9
- كونسوليداتيد كومودور
- كونسوليداتيد فليتستر
- فوكر إف 32
- كيستون بي 4 ايه
- كيستون إل بي6 (كيستون إل بي 8 وكيستون إكس إل بي 12)
- مارتن إكس تي 6 إم
- سيكورسكاي اس-40
- سيكورسكاي اس-41

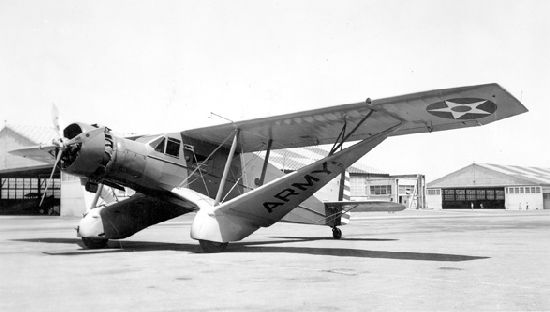
بيلانكا سي 27 آيرباص
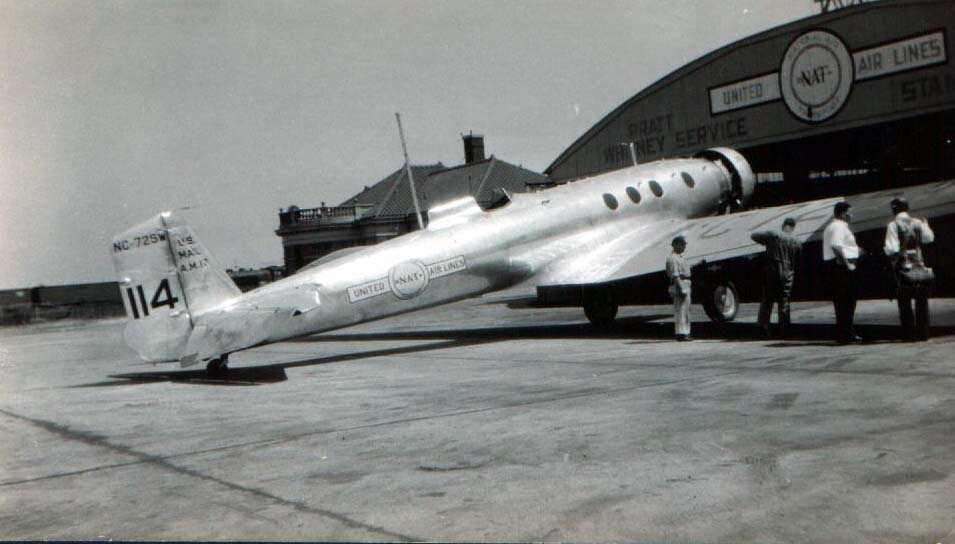
بوينج مونوميل
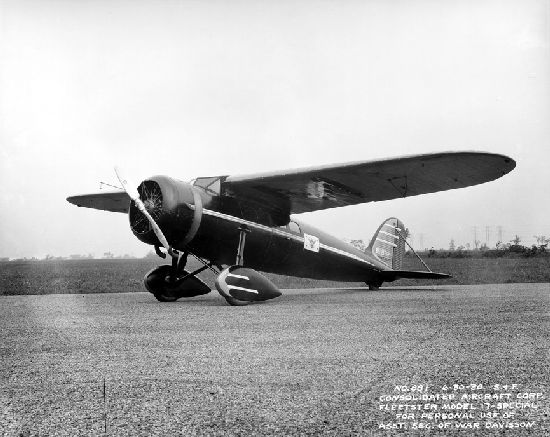
كونسوليداتيد فليتستر
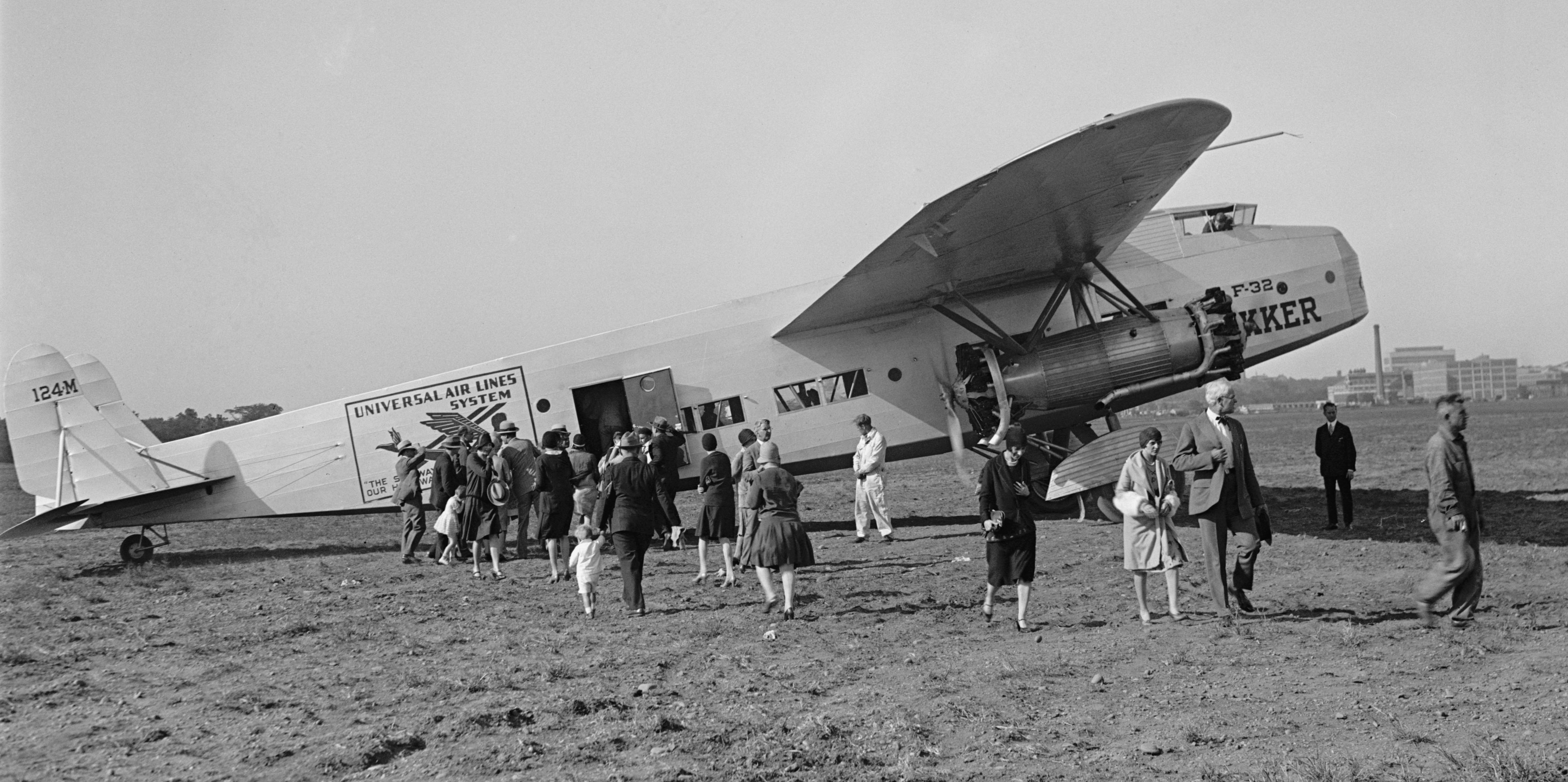
فوكر إف 32
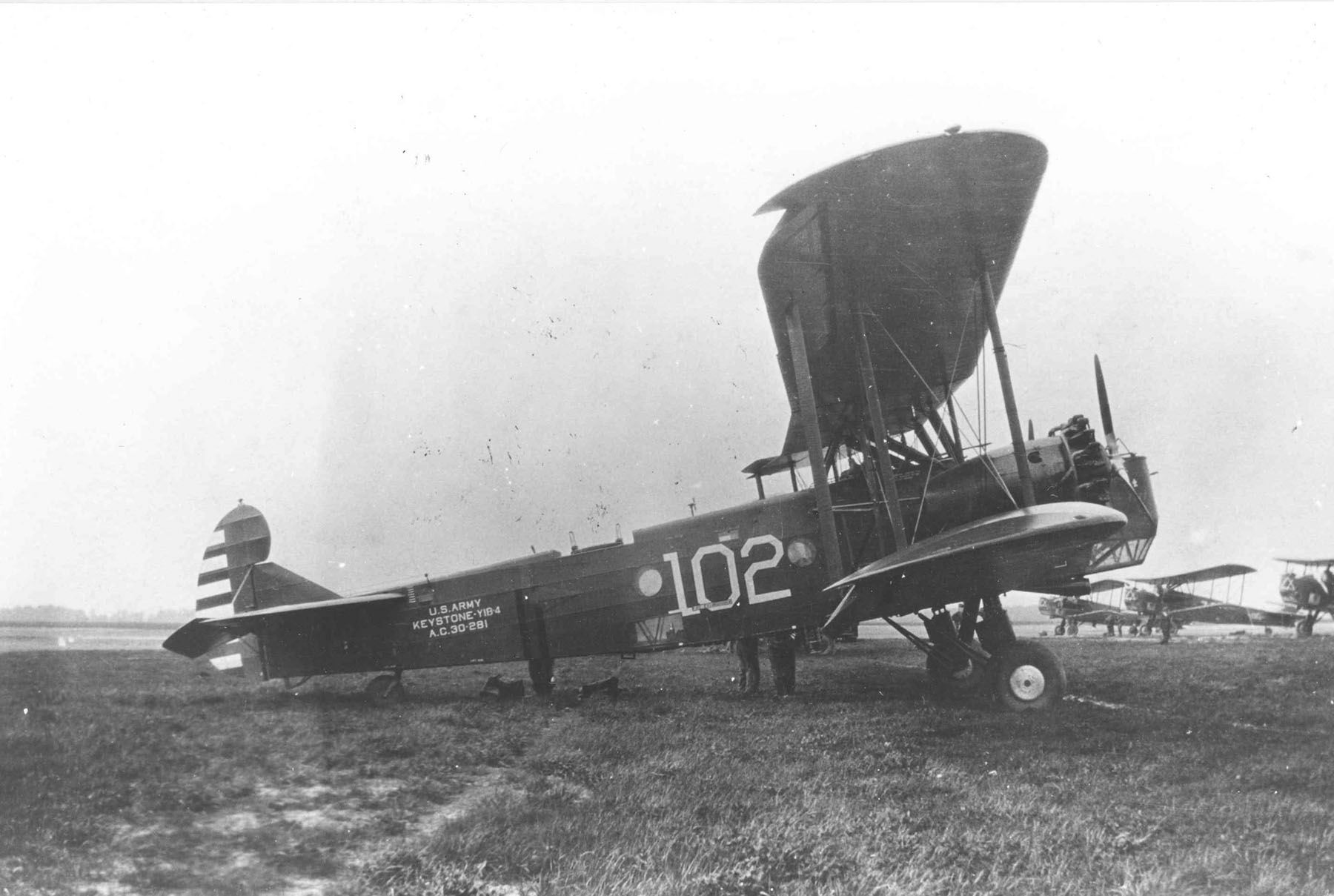
كيستون بي 4
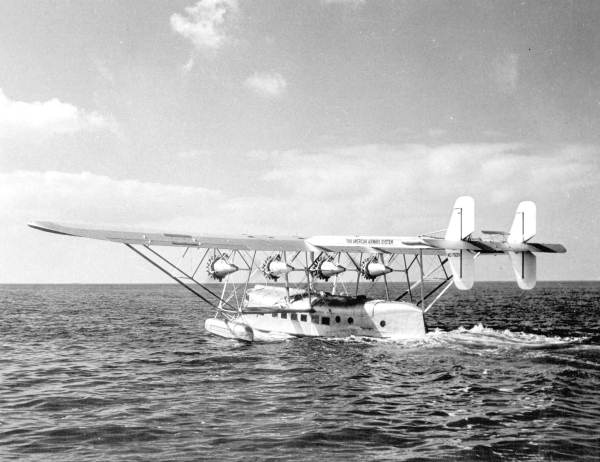
سيكورسكاي اس-40
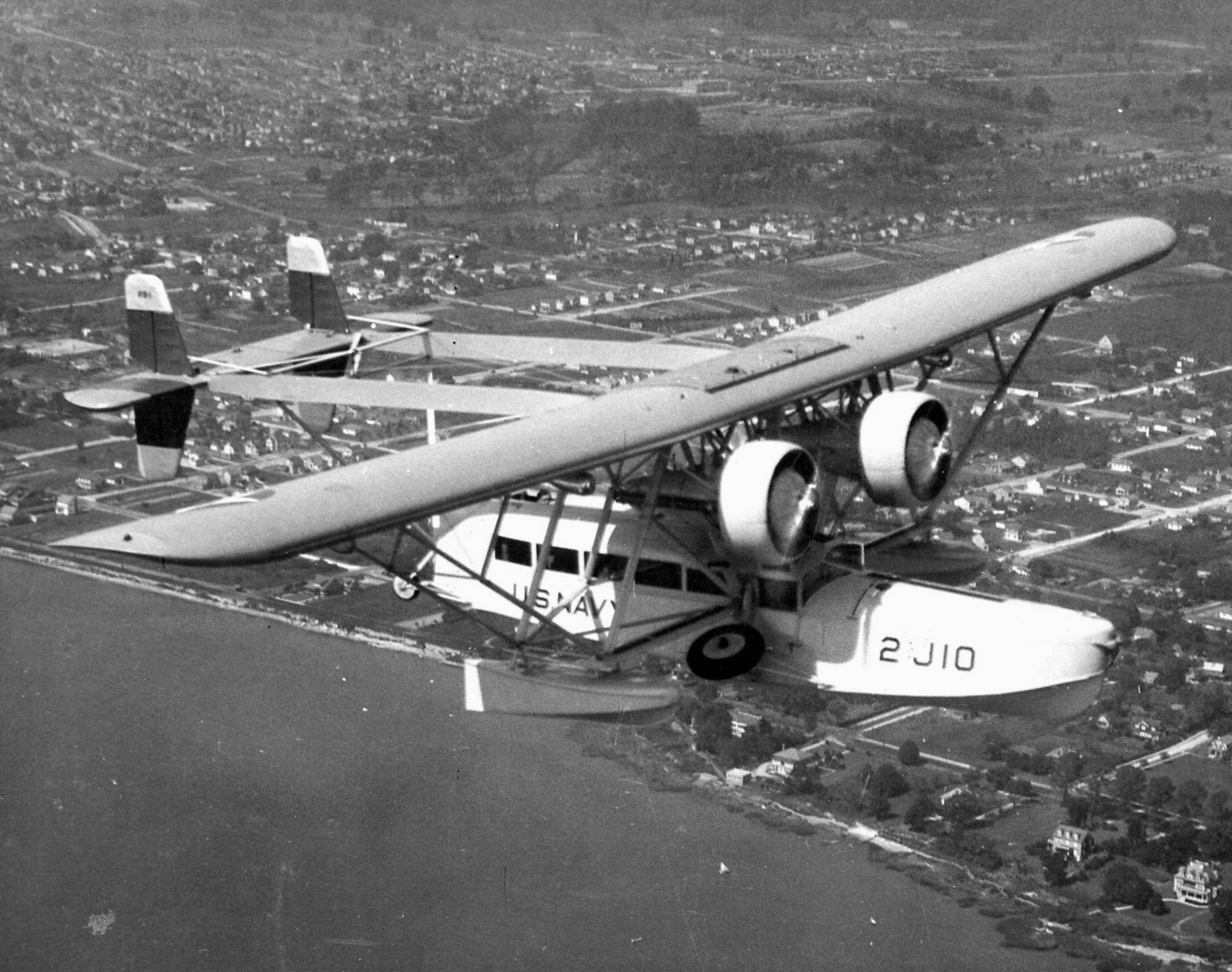
سيكورسكاي اس-41

## المواصفات

### مواصفات عامة
- النوع: محرك طائرة شعاعي مكون من 9 أسطوانات، ومزود بشاحن توربيني فائق، ويُبرد بالهواء.
- قطر الأسطوانة: 158.8 مم.
- الشوط: 171.4 مم.
- سعة المحرك: 30.54 لتر.
- الطول: 113.7 سم.
- القطر: 144.6 سم.
- الوزن الصافي: 376.4 كجم.

### المكونات
- سلسة صمامات: صمامان علويان لكل أسطوانة، يتم تشغيلهم بواسطة أعمدة دفع.
- شاحن توربيني فائق: شاحن توربيني فائق طارد مركزي أحادي السرعة.
- نظام التبريد: تبريد بالهواء.
- وحدة تخفيض سرعة المروحة الدافعة: تروس تداويرية.

### الأداء
- القدرة الناتجة: 575 حصان (429 كيلو وات) عند 1950 دورة/دقيقة.